# Федерална спестовна каса
Федералната спестовна каса (на португалски: Caixa Econômica Federal [ˈkajʃɐ ekoˈnõmikɐ fedeˈɾaw]), наричана често само Кайша (Caixa) или CEF, е бразилска държавна банка със седалище в Бразилия (DF).
Има статут на държавно предприятие, чийто принципал е Министерството на икономиката на Бразилия. Кайша е втората по големина държавна банка в Бразилия (след Бразилската банка) и сред най-големите в Латинска Америка.

## История
Федералната спестовна каса е създадена на 12 януари 1863 г. от бразилския император Педру II като финансова институция, която да съхранява спестяванията на бедните слоеве на населението. Първоначално името на банката е Caixa Econômica de Corte (Спестована каса на двора). През годините в страната са създадени множество подобни банки, но през 1967 г. всички те са слети в съвременната Федерална спестовна каса.
70-те години на 20 в. са най-печелившите в историята на банката, тъй като по това време тя упражнява монопол върху съхраняването на депозитите на бедните и средните слоеве на населението, управлението на националната лотария и е единствената законна заложна къща в страната. През 1990-те години обаче настъпват сериозни изменения във финансовата конюнктура, които свиват печалбата на банката и стават причина за освобождаването на десетки нейни служители. Най-тежко върху дейността на банката се отразява либерализацията на финансовия пазар в страната – до него са допуснати вече и чуждестранни банки, които заедно и с множество бразилски банки също започват да предлагат депозити в своето портфолио. Освен това федералният монопол върху лотарийните игри е премахнат и на отделните щати е предоставено правото сами да организират лотарии. Тежко се отразяват и серия корупционни скандали, разкрили тежки корупционни практики в лотарийната система. От друга страна, по-строгият инфлационен контрол, упражняван от правителството и Централната банка на Бразилия, правят спестовните влогове по-малко привлекателни.

## Дейност
Понастоящем Кайша е сред финансовите институции в страната, които са ангажирани с финансиране на правителствени инициативи в областта на инфраструктурата, жилищното строителство и благоустройството. Едновременно с това банката предлага широка гама от банкови услуги и е една от най-големите банки в Латинска Америка. Основна мисия на банката е да допринася за благото и социално-икономическото развитие на бразилците. В тази връзка тя управлява средствата по някои от най-важните социалноосигурителни фондове и социални програми на страната като Гаранционния фонд за прослужено време (Fundo de Garantia do Tempo de Serviço), Обезщетението за безработица (Seguro Desemprego), Програмата за социална интеграция (Programa de Integração Social). Банката оперира и някои правителствени фондове като Фонда за социално развитие (Fundo de Desenvolvimento Social), Програмата за студентско финансиране (Programa de Financiamento Estudantil), Програмата за жилищно подпомагане (Fundo de Arrendamento Residencial) и Гаранционен фонд за жилищно застраховане (Fundo Garantid or de Habitação Popular).
В същото време банката продължава да управлява федералните лотарии, основна част от чиито печалби се използва за финансиране на различни социални инициативи на правителството, на различни спортни и културни дейности, както и на образователни програми.
Като част от бразилската финансова система, дейността на банката е обект на регулация от страна на Централната банка на Бразилия и на контрол от страна на Сметната палата на Съюза. Така например за 2013 г. Кайша декларира пред финансовите регулатори нетна печалба от 6,7 милиарда реала, което е с около 19,2% повече от предходната година. В същото време банката е наляла в бразилската икономика около 650 милиарда реала, главно по силата на отпуснати кредити, преразпределяне на средства от социални осигуровки, инвестиции и възнаграждения.